# 由良要塞

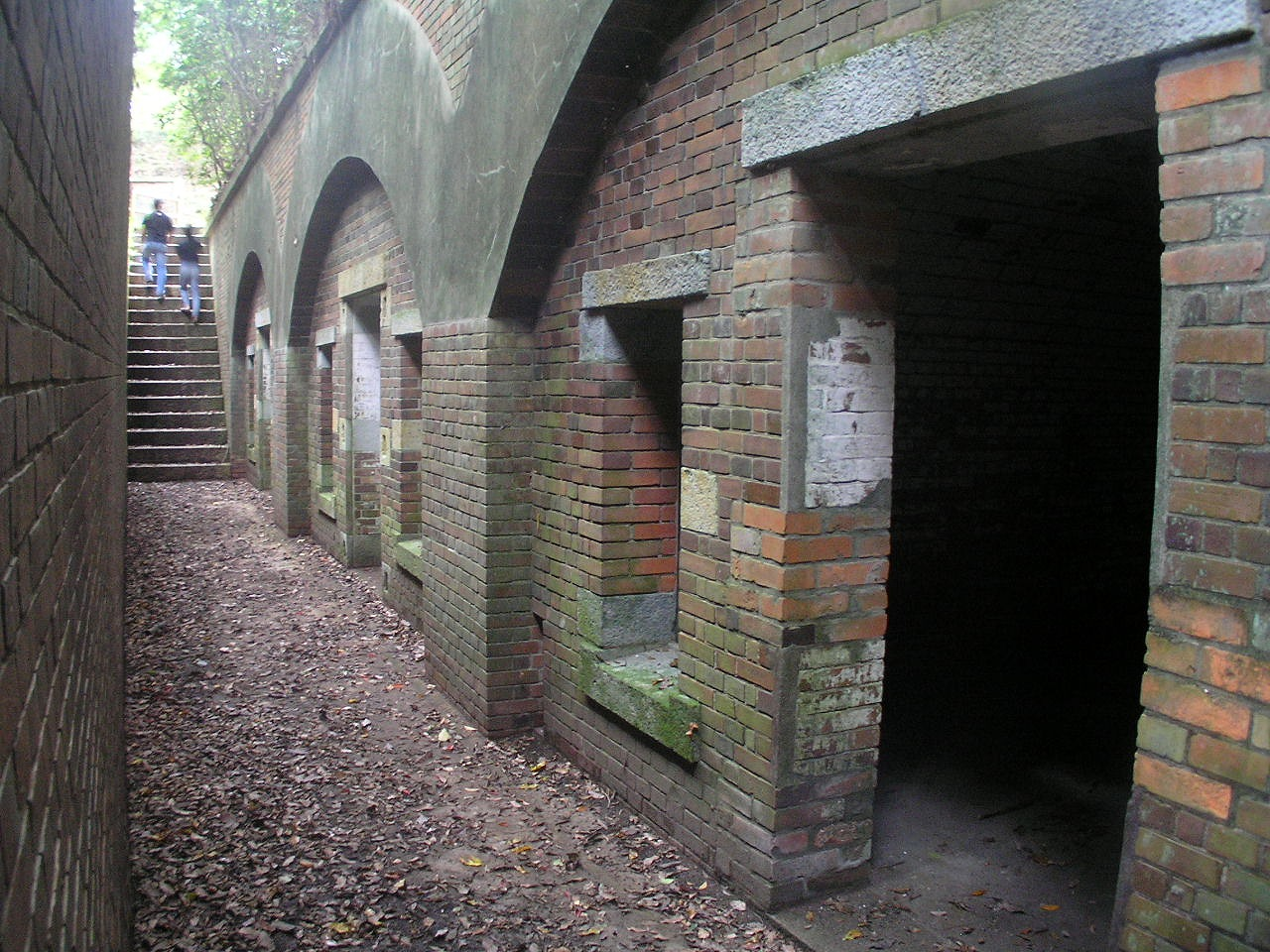
深山砲台 棲息掩蔽部跡

由良要塞（ゆらようさい）は、大日本帝国陸軍(一部海軍を含む)の要塞の一つ。大阪湾防衛の目的で紀伊半島と淡路島の間の紀淡海峡周辺に作られた。

## 概要

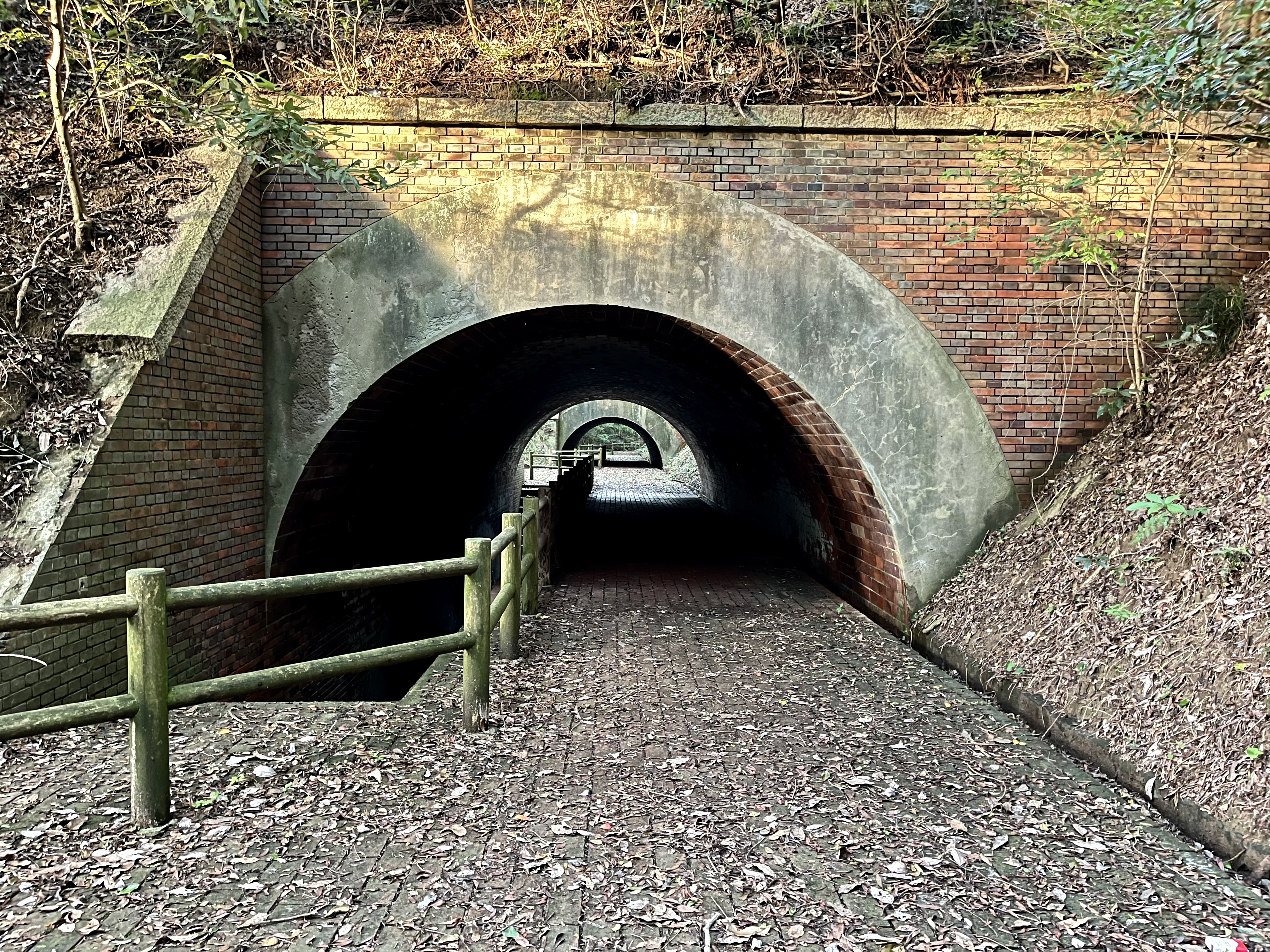
深山砲台跡

当初の由良要塞は大きく3つの地区に分けられる。1903年5月、鳴門要塞が編入され鳴門地区が加わり4地区となる。

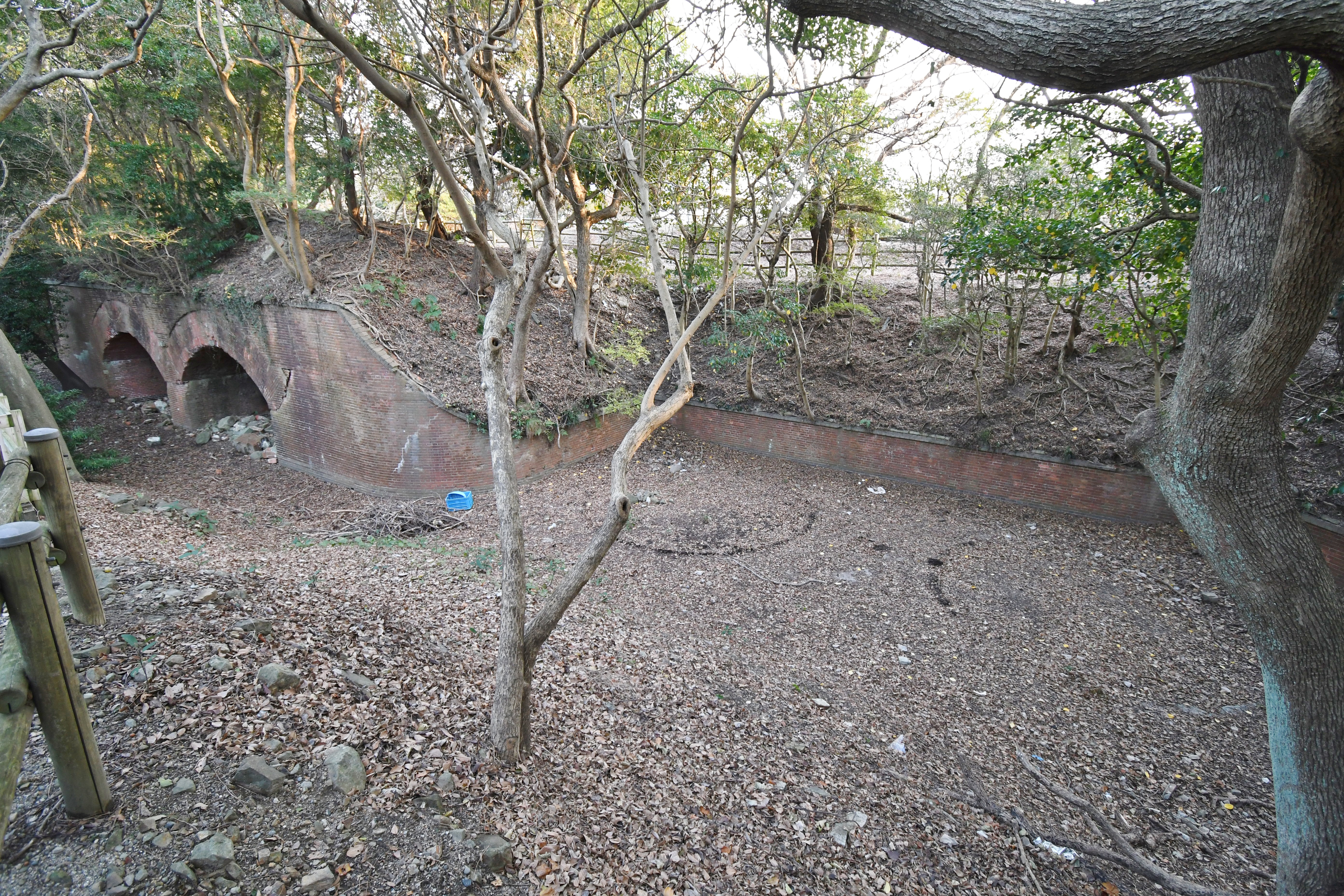
生石山第一砲台跡

- 由良地区
淡路島の由良（現洲本市由良）を中心に要塞司令部が置かれ、生石山砲台、成山砲台、高崎砲台、赤松山堡塁、伊張山堡塁、生石山堡塁からなり要塞の心臓部を成した。由良に置かれた由良要塞重砲兵連隊が運用。
由良要塞は終戦時には第2総軍第15方面軍直轄部隊であった。
- 友ヶ島地区
友ヶ島群島の内、沖ノ島と隣の虎島から成り、友ヶ島第一～第五砲台と虎島保塁が置かれ、由良地区と共に要塞の主力を成した。
運用部隊は当初、和歌山側の深山重砲兵連隊に所属したが、昭和16年（1941年）に淡路島側の由良要塞重砲兵連隊に編入された。

- 加太・深山地区
紀伊半島の加太町（現和歌山市加太）を中心に北部の深山第一、第二砲台、男良谷（深山第三）砲台・水雷砲台・探照灯、城ヶ崎探照灯台、大川山堡塁、高森山堡塁(存在しない)、深山火薬本庫、演習砲台、南部の鉢巻山に配置された加太砲台、田倉崎砲台、東部の佐瀬川堡塁、西ノ庄堡塁からなる。
由良地区を運用する由良要塞重砲兵連隊とは別に、深山村（現和歌山市深山）に第4師団隷下の深山重砲兵連隊（後、重砲兵第5連隊(2代目)に改称、重砲兵第5連隊(初代)は野戦重砲兵第5連隊に改称）が置かれ、和歌山側の各砲台を運用。
同連隊は第4師団が出征後は中央直轄とされ、終戦時には大本営中部軍管区（中部軍管区司令部は第15方面軍司令部と兼務）直轄部隊であった。
この地区の堡塁は沿岸砲台群を内陸側からの陸上攻撃から防護する目的で設置された。
また、直接の要塞設備ではないが、この地区への補給は加太軽便鉄道（現南海加太線）が担っていた。
- （鳴門地区・旧鳴門要塞）
鳴門海峡に置かれた鳴門要塞が編入され鳴門地区が加わる。

### 砲台・堡塁
- 生石第一砲台：28cm榴弾砲（6門)
- 生石第二砲台：28cm榴弾砲（6門）
- 生石第三砲台：24cmカノン砲（8門）
- 生石第四砲台：27cmカノン砲（4門）
- 生石第五砲台：12cmカノン砲（4門）
- 成山第一砲台：15cmカノン砲（2門）、21cmカノン砲（6門）
- 成山第二砲台：12cmカノン砲（2門）、28cm榴弾砲（2門）
- 高崎砲台：24cmカノン砲（8門）
- 赤松山堡塁：9cmカノン砲（6門）
- 伊張山堡塁：9cmカノン砲（4門）
- 生石山堡塁：15cm臼砲（4門）
- 友ヶ島第一砲台：27cmカノン砲（4門）
- 友ヶ島第二砲台：27cmカノン砲（4門）
- 友ヶ島第三砲台：28cm榴弾砲（8門）
- 友ヶ島第四砲台：28cm榴弾砲（6門）
- 友ヶ島第五砲台：12cmカノン砲（6門）
- 虎島堡塁：9cmカノン砲（4門）
- 深山第一砲台：28cm榴弾砲（6門）
- 深山第二砲台：28cm榴弾砲（6門）
- 深山第三砲台：12cmカノン砲（4門）
- 加太砲台：27cmカノン砲（4門）
- 田倉崎堡塁：28cm榴弾砲（6門）
- 大川堡塁：9cmカノン砲 (2門j  平時は連隊砲具庫に格納
- 高森山保塁：建造計画のみ、実在しない。陸坊の杭が残る。
- 西ノ庄堡塁：12cmカノン砲(6門)  平時は連隊砲具庫に格納
- 佐瀬川堡塁：12cmカノン砲（6門）平時は連隊砲具庫に格納

## 歴史
- 1889年（明治22年）3月 - 生石山第三砲台を起工、由良要塞の建設開始
- 1896年（明治29年）7月 - 由良要塞司令部開設
- 1898年（明治31年）10月8日 - 司令部は兵庫県津名郡由良町に移転[2]。
- 1903年（明治36年）5月 - 鳴門要塞を吸収合併
- 1904年（明治37年）2月 - 動員下令（日露戦争）
- 1913年（大正2年）4月 - 佐瀬川保塁、深山第一砲台、深山第二砲台、赤松山保塁、伊張山保塁、成山第一砲台、成山第二砲台廃止の方針が出る

## 要塞人事

### 築城部由良支部長
- 江間経治 工兵中佐：不詳 - 1897年9月24日
- 柴恒房 工兵少佐：1897年9月24日 -

### 要塞司令官
※（代）は代理
- 竹橋尚文 砲兵大佐：1896年6月6日 - 1900年4月25日
- 鮫島重雄 少将：1900年4月25日 - 1902年5月5日
- 伊地知季清 少将：1902年5月5日 - 1905年10月14日（在職中に死去）
- （代）菅孝 大佐：1905年10月15日 - 1906年2月15日
- 楠瀬幸彦 少将：1906年2月15日 - 1906年7月6日
- 石井隼太 少将：1906年7月6日 - 1907年11月13日
- 内山小二郎 中将：1907年11月13日 - 1908年12月21日
- 楠瀬幸彦 中将：1908年12月21日 - 1911年6月15日
- 野中勝明 少将：1911年6月15日 - 1911年12月27日
- 大沢界雄 中将：1911年12月27日 - 1912年9月28日
- 榊原昇造 中将：1912年9月28日 - 1913年8月22日
- 阿部貞次郎 少将：1913年8月22日 - 1914年5月11日
- 小原伝 中将：1914年5月11日 - 1915年5月24日
- 鋳方徳蔵 少将：1915年5月24日 - 1918年7月24日
- 渡辺岩之助 中将：1918年7月24日 - 1918年11月1日
- 市川堅太郎 中将：1918年11月1日 - 1919年11月25日
- 町田彦二 少将：1919年11月25日 - 1921年4月20日
- 石坂善次郎 中将：1921年4月20日 - 1922年8月15日
- 井戸川辰三 中将：1922年8月15日[3] - 1923年8月6日
- 菱刈隆 少将：1923年8月6日 - 1924年2月4日
- 香椎秀一 中将：1924年2月4日 - 1926年3月2日[4]
- 柴山重一 中将：1926年3月2日 - 1927年7月26日
- 川村尚武 少将：1927年7月26日 - 1928年8月10日
- 汾陽光二 中将：1928年8月10日 - 1929年8月1日
- 大村有隣 中将：1929年8月1日 - 1931年3月11日
- 深見新之助 少将：1931年3月11日 - 1932年4月11日
- 小杉武司 少将：1932年4月11日 - 1933年3月18日
- 清水喜重 少将：1933年3月18日 - 1934年12月1日
- 森田宣 少将：1934年12月1日 - 1936年3月7日
- 浦澄江 少将：1936年3月7日 - 1937年3月1日
- 横山正雄 少将：1937年3月1日 - 1938年3月1日
- 戸沢二郎 大佐：1938年3月1日 - 1939年8月1日
- 島本正一 少将：1939年8月1日 - 1940年3月9日
- 山本重悳 大佐：1940年8月1日 -
- 武田精一 大佐：1943年3月1日 -
- 常岡寛治 中将：1945年4月8日[5] - 終戦時

### 要塞砲兵・深山重砲兵連隊長
要塞砲兵連隊長
- 松岡利治 砲兵大佐：1896年9月25日 - 1901年11月6日
- 田中信隣 砲兵大佐：1901年11月6日 - 1903年4月2日
- 公平忠吉 砲兵中佐：1903年4月2日 - 1906年3月9日
- 菅孝 砲兵大佐：1906年3月9日 -

重砲兵第3連隊長
- 江藤鋪 大佐：1907年10月18日 - 1910年3月9日
- 公平忠吉 大佐：1910年3月9日 - 1912年7月15日
- 土居源市 中佐：1912年7月15日 - 1916年4月1日
- 中島栄吉 大佐：1916年4月1日 - 1919年7月25日
- 石川漣平 大佐：1919年7月25日 - 1921年4月1日
- 安井義之助 中佐：1921年4月1日 -
- 瀬田善四郎 中佐： - 終戦時

深山重砲兵連隊長
- 宮沢勇一 大佐：不詳 - 1923年8月6日[6]
- 前田吉平 大佐：1923年8月6日[6] -

重砲兵第5連隊長
- 金丸清俊 中佐： - 終戦時

## 跡地
第二次世界大戦では航空機が主力となり、活躍の機会はまったくなく終戦と同時に米軍により撤去された。
現在は遺構の大部分が失われてしまったが、一部が残るほか、砲も展示されている。
- 生石砲台群：公園として整備され、砲台跡、棲息掩蔽部が残り、破損した砲身が展示されている。
- 成山砲台群：不明
- 高崎砲台 ：不明
- 赤松山保塁：不明
- 伊張山堡塁：不明
- 生石山堡塁：不明
- 友ヶ島砲台群：一部崩落したり、ゴミの不法投棄がなされているが、ハイキングコース（旧要塞内交通路）沿いに見て回ることが可能。第一砲台では観測所の装甲掩蓋、等が原型を保つ。2003年に土木学会選奨土木遺産に選ばれる[7]。
- 虎島堡塁：煉瓦造りの掩蔽棲息部の遺構が残る。戦後、陸軍の財宝騒ぎで盗掘による破壊を受けている。友ヶ島側からの交通路は台風で崩壊している為、陸路での立ち入りは禁止されている。
- 深山砲台群：第二砲台跡は休暇村紀州加太となっており、煉瓦造りの棲息掩蔽部が1箇所残されている。第一、第三（男良谷）砲台は休暇村周辺の散策道（旧要塞内交通路）沿いに比較的良好な状態で保たれている。
- 深山重砲兵連隊跡：休暇村加太遊園地となっている。将校集会所基礎、等が残されている。
- 城ヶ崎探照灯台跡：国民休暇村研修センター城ヶ崎荘となっていたが、閉鎖・取り壊しとなった。
- 加太砲台 ：和歌山市立少年自然の家となっている。第一砲座、右翼観測所跡が現存、第四砲座は半分埋められ構内道路が設置されているが檣壁上部が一部露出している。半地下式の掩蔽棲息部は第一～二砲座間、第三～四砲座間のものが現存、施設の倉庫として使用されている。兵舎や倉庫群は現在も民家として使用されている。加太・田倉崎砲台は「少年自然の家」事務所へ当日簡単な申請をすれば見学可能。
- 田倉崎砲台：少年自然の家・家族の広場（アスレチック公園）となっている。一部公園遊具が設置され、砲床も植込みや池にされ、棲息掩蔽部の入り口は塞がれているが、檣壁など砲座の全体感は比較的残されている。右翼観測所は公園付属の展望台「見晴らしの丘」、左翼観測所は「小鳥の森」内に遺構が残る。
- 大川山堡塁：地表に露出しているが、樹木の繁茂が激しい。交通路へ続く峠越え道路は一般車両進入禁止（歩行者・自転車は進入可）。道から交通路への入り口も樹木が繁茂し判別が難しい。
- 高森山堡塁：計画案のみ。要塞地帯標が散見される。高森山・佐瀬川・西ノ庄各保塁は深山重砲兵連隊跡北側～和歌山西高校に至る車道（旧堡塁交通路）に沿って配置されている。
- 佐瀬川堡塁：低堡塁と高堡塁の内、低堡塁は炭焼き窯となっている。掩蔽部は陶芸教室の倉庫となっている。高堡塁の一部は耕作地の物置として利用されている。
- 西ノ庄堡塁：1983年3月1日大蔵省国有財産近畿地方審議会にて堡塁交通路とともに和歌山市への売払いが決定。1984年4月より和歌山県立和歌山西高等学校が開校。
- 深山火薬本庫: 煉瓦の瓦礫、建造物の基盤、井戸跡、小型の橋梁が2基残るのみ。状態は非常に悪い。
- 演習砲台: 砲座跡には民家が建っている。観測所、用途不明の建造物が残る。加太団地付近に存在。